# لیتل کانادا
لیتل کانادا (انگلیسی: Little Canada) یک جاذبه توریستی واقع در تنور (تورنتو)، نزدیک میدان یانگ–داندس در تورنتو، انتاریو)، کانادا است. لیتل کانادا شامل کپی‌هایی در مقیاس HO از سازه‌های طبیعی و مصنوعی است که در سراسر کانادا واقع شده‌اند، از جمله گلدن هرس‌شو، آبشار نیاگارا فالز، انتاریو، اتاوا، شهر کبک (شهر)، و تورنتو.